# Nauset

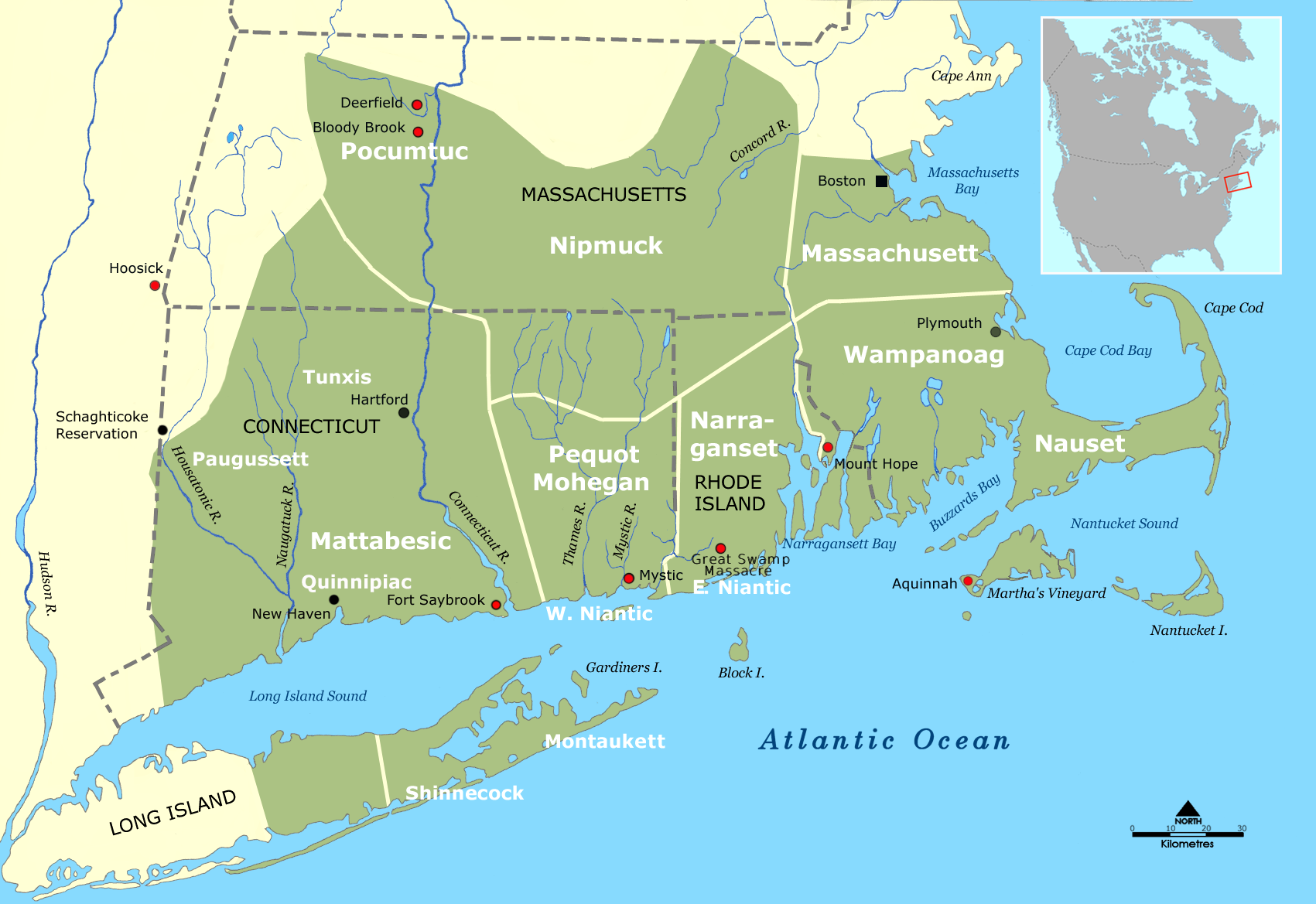
Territorios tribales Sur de Nueva Inglaterra. Al este se aprecia el territorio de los nauset.

Los nauset eran una tribu de indios algonquinos que vivía en el Cabo Cod (Massachusetts), razón por la cual también fueron llamados Cape Indians (indios del cabo). Lingüísticamente están muy relacionados con los wampanoag y los narragansett. Eran 515 individuos en 1695, pero en 1802 sólo sobrevivían 4. Hoy se les considera extinguidos.
Su alimentación se basaba en la pesca, pero también cultivaban maíz y guisantes, eran semisedentarios y se movían entre asentamientos fijos con cambios estacionales de recursos alimenticios.
Contactaron con los blancos muy pronto, debido a la importancia estratégica de su territorio, y ya fueron visitados por Samuel de Champlain en 1606.
Desde el principio se mostraron hostiles a los blancos del asentamiento de Plymouth, pero después se hicieron aliados y amigos, les dieron alimentos en 1622 y más tarde ayudaron a los colonos contra los wampanoag en la Guerra del Rey Felipe de 1675.
Cuando terminó el conflicto, se hicieron cristianos, y desde 1710 se organizaron en iglesias, pero sufrieron una fuerte epidemia de fiebres, y en 1802 sólo sobrevivían 4. 
El área conocida como Hyannis recibe este nombre del sachem nauset Iyannough.